# El perro del hortelano (película)
El perro del hortelano es una película española de 1996 dirigida por Pilar Miró. Es la penúltima película que dirigió antes de su fallecimiento. La película está basada en la comedia homónima escrita por Lope de Vega.

## Argumento
Diana (Emma Suárez), condesa de Belflor, es una joven perspicaz, impulsiva e inteligente. Está enamorada de Teodoro (Carmelo Gómez), su secretario, pero comprueba que este ya está comprometido con la dama Marcela (Ana Duato). Movida por los celos y la envidia, todo su afán se centra en separar a los dos enamorados. Cuando consigue separarlos, su interés por Teodoro decae, sumiendo a este en un gran estado de confusión, al no entender qué espera de él la condesa.

## Palmarés cinematográfico
XI edición de los Premios Goya
| Categoría                     | Persona                                              | Resultado  |
| ----------------------------- | ---------------------------------------------------- | ---------- |
| Mejor película                | Mejor película                                       | Candidata  |
| Mejor directora               | Pilar Miró                                           | Ganadora   |
| Mejor actriz protagonista     | Emma Suárez                                          | Ganadora   |
| Mejor actor protagonista      | Carmelo Gómez                                        | Candidato  |
| Mejor guion adaptado          | Pilar Miró Rafael Pérez Sierra                       | Ganadores  |
| Mejor música original         | José Nieto                                           | Candidato  |
| Mejor fotografía              | Javier Aguirresarobe                                 | Ganador    |
| Mejor montaje                 | Pablo del Amo                                        | Candidato  |
| Mejor dirección artística     | Félix Murcia                                         | Ganador    |
| Mejor diseño de vestuario     | Pedro Moreno                                         | Ganador    |
| Mejor maquillaje y peluquería | Juan Pedro Hernández Esther Martín Mercedes Paradela | Ganadores  |
| Mejor sonido                  | Carlos Faruolo Ray Gillon Antonio Bloch              | Candidatos |

Medallas del Círculo de Escritores Cinematográficos de 1996
| Categoría            | Persona                        | Resultado |
| -------------------- | ------------------------------ | --------- |
| Mejor actor          | Carmelo Gómez                  | Ganador   |
| Mejor guion adaptado | Pilar Miró Rafael Pérez Sierra | Ganadores |

- Fue seleccionada para la clausura de la sección Zabaltegui en el Festival Internacional de Cine de San Sebastián de 1996.

- Ombú de Oro a la Mejor Película (Mar de Plata Film Festival 1996).

- Delfín de Oro a la Mejor Actriz (Emma Suárez) y a la Mejor fotografía (Javier Aguirresarobe).

## Reparto
| Intérprete            | Personaje          |
| --------------------- | ------------------ |
| Emma Suárez           | Diana              |
| Carmelo Gómez         | Teodoro            |
| Fernando Conde        | Tristán            |
| Ana Duato             | Marcela            |
| Miguel Rellán         | Fabio              |
| Juan Gea              | Federico           |
| Ángel de Andrés López | Ricardo            |
| Maite Blasco          | Anarda             |
| Rafael Alonso         | Ludovico           |
| José Lifante          | Octavio            |
| Blanca Portillo       | Dorotea            |
| Vicente Díez          | Celio              |
| Cesáreo Estébanez     | Leónido            |
| Diego Carvajal        | Camilo             |
| Felipe García Vélez   | Lirano             |
| Michael Caballero     | Bufón              |
| Vicente Cuesta        | Furio              |
| Miguel Arribas        | Antonelo           |
| Josu Ormaetxe         | Paje               |
| João Lobo             |                    |
| Sofía Reis            | Sirvienta de Diana |